# Heinrich Paal
Heinrich Paal (* 26. Juni 1895 in Rakvere, Gouvernement Estland; † 18. Dezember 1941 in Kirow, Sowjetunion) war ein estnischer Fußballspieler und -schiedsrichter, Leichtathlet, Sportfunktionär und Bandyspieler. Mit der Estnischen Nationalmannschaft spielte Paal als Mannschaftskapitän im Jahr 1920 im Ur-Länderspiel der Republik Estland gegen eine Auswahl aus Finnland. Mit ihm an seiner Seite spielte sein zwei Jahre jüngerer Bruder Rudolf (1897–1934) für den es bei diesem einen Länderspieleinsatz blieb. Vier Jahre später spielte Paal mit Estland bei den Olympischen Sommerspielen 1924 in Paris. Er gilt bis heute als einer der besten Estnischen Fußballspieler vor dem Zweiten Weltkrieg.

## Karriere
Im Jahr 1913 trat Paal dem SK Tallinna Sport aus der von seiner Heimatstadt aus ca. 68 km entfernten Landeshauptstadt Tallinn bei, um sich bei diesem sportlich zu betätigen. Ab 1920 spielte Paal zehn Jahre lang für die Fußballmannschaft des Sportvereins, mit der er siebenmal Estnischer Meister wurde, und einmal individuell als Torschützenkönig geehrt wurde. Mit der Auswahl seines Heimatlandes nahm er an den Olympischen Sommerspielen 1924 in Paris teil. Neben August Lass, Harald Kaarman und Ernst-Aleksander Joll war er mit 10 Länderspieleinsätzen der erfahrenste Spieler im Kader der Esten unter der Leitung von Ferenc Kónya.
Für die Nationalmannschaft spielte Paal des Weiteren in den Jahren 1928, 1929 und 1930 dreimal im Baltic Cup. Bei der zweiten Austragung 1929 konnte er den Titel mit dem Team feiern. Zwischen 1920 und 1930 absolvierte Paal 37 Länderspiele, in denen er fünf Tore erzielte. In 14 Länderspielen fungierte er zudem als Kapitän der Landesauswahl.
Als Leichtathlet feierte Paal einige Estnische Meisterschaften sowie Landesrekorde im 5000 und 10.000-Meter-Lauf.
Nach dem Ende seiner aktiven Sportlerkarriere war er als Fußballschiedsrichter und Sportfunktionär für den Estnischen Fußballverband tätig. Er vertrat unter anderem im Jahr 1924 Estland beim FIFA-Kongress in Paris.

## Familie
Heinrich Paal wurde im Jahr 1895 als Sohn von Michael Paal und seiner Frau Leena Paal (geb. Kuuskmann) in Jäneda, einem Dorf im Kreis Lääne-Viru mit dem Hauptort Rakvere geboren. Er war das dritte von vier Kindern. Am 20. Dezember 1917 heiratete Heinrich, Mathilde Luise Ivanov (1893–unbekannt) aus Palvere.

## Estnischer Freiheitskrieg
Als Freiwilliger kämpfte Paal von 1918 bis 1920 für die Estnischen Verteidigungsstreitkräfte im Freiheitskrieg.

## Tod
Heinrich Paal wurde nach der sowjetischen Besetzung Estlands im Zweiten Weltkrieg, wie viele andere Esten auch, zwischen 1940 und 1941 im stalinistischen Gulag-System deportiert. Er verstarb im Dezember 1941 im Alter von 46 Jahren im Kriegsgefangenenlager 101 in Kirow.

## Erfolge
im Fußball:
- Baltic Cup: 1929
- Torschützenkönig: 1921
- Estnischer Meister: 1921, 1922, 1924, 1925, 1927, 1929, 1932

als Leichtathlet:
- einige Erfolge sowie Rekorde.